# Harry Palmer : The Ipcress File
Harry Palmer : The Ipcress File ( « Le dossier Ipcress » au Canada ) est une mini-série d'espionnage britannique en six parties de 56 minutes créée par John Hodge d'après le roman Ipcress, danger immédiat de Len Deighton, et réalisée par James Watkins. La série a été diffusée du 2 mars au 10 avril 2022 sur ITV.
Dans les pays francophones, la série est disponible sur Prime Video.  Au Québec, elle est diffusée sur Télé-Québec à partir du samedi, 29 juillet 2023 à 19 h.

## Synopsis
À Berlin au début des années 1960, Harry Palmer, un militaire britannique, fait du trafic pour arrondir ses fins de mois. Pris sur le fait, il est emprisonné au Royaume-Uni. Les agents d'un bureau du renseignement britannique, le WOOC(P), cherchent à retrouver la trace d'un physicien nucléaire enlevé, et découvrent que Harry Palmer a pour contact à Berlin un homme sans doute mêlé à cet enlèvement. Palmer est alors enrôlé comme espion, sous l'autorité de Jean Courtney, jeune femme de la bonne société mais espionne accomplie. Leur enquête les emmènera à Beyrouth et sur une île de l'océan Pacifique.

## Fiche technique
- Titre original : The Ipcress File
- Création : John Hodge
- Réalisation : James Watkins
- Scénario : John Hodge d'après le roman Ipcress, danger immédiat de Len Deighton
- Image :
- Son :
- Montage :
- Musique :
- Sociétés de production : Altitude Television, ITV Studios
- Sociétés de distribution : ITV Studios Global Entertainment
- Pays d'origine :  Royaume-Uni
- Langue originale : anglais
- Format : couleur
- Genre : thriller
- Nombre de saisons : 1
- Nombre d'épisodes : 6
- Durée : 56 minutes
- Dates de première diffusion : 2 mars 2022

## Distribution
- Joe Cole (VF : Gauthier Battoue) : Harry Palmer
- Lucy Boynton (VF : Leslie Lipkins) : Jean Courtney
- Tom Hollander : le major Dalby, directeur du WOOC(P).
- Joshua James (en) (VF : Pierre-François Pistorio) : Philip « Chico » Chillcott-Oakes
- Anastasia Hille : Alice, agent du renseignement au WOOC(P)
- Ashley Thomas (VF : Daniel Njo Lobé) : Paul Maddox, de la CIA
- David Dencik : le colonel Gregor Stok, un agent du renseignement soviétique
- Tom Vaughan-Lawlor : le général Cathcart, un militaire américain.
- Paul Higgins (VF : Nicolas Beaucaire) : Douglas Campbell MP, ministre de la défense
- Matthew Steer (en) : le professeur Dawson, un physicien britannique
- Tamla Kari : Deborah, l'ex-femme de Harry Palmer
- Anna Geislerová : Dr Polina Lavotchkin, une physicienne russe
- Corey Johnson : le capitaine Skip Henderson, un militaire américain
- Mark Quartley (VF : Benjamin Bollen) : Pete, le nouveau mari de Deborah
- Chris Lew Kum Hoi : Lin Hai
- Nora-Jane Noone : Dr Karen Newton, une psychiatre américaine

 Source et légende : version française (VF) sur RS Doublage

## Production

### Attribution des rôles
En mars 2021, la presse révèle que l'acteur de Peaky Blinders Joe Cole reprend le rôle de Harry Palmer, qui avait été incarné au cinéma par Michael Caine. Il est accompagné de Lucy Boynton (Bohemian Rhapsody) et Tom Hollander (The Night Manager).

### Tournage
Le tournage de la mini-série a lieu à Liverpool dans le Nord de l'Angleterre et en Croatie.

## Épisodes
Les épisodes, sans titre, sont numérotés de un à six.